# 磷脂酸
磷脂酸（Phosphatidic acid，缩写PA）是一种常见的磷脂，也是细胞膜的组成成分。磷脂酸是最简单的二酰基甘油磷脂。

## 结构
磷脂酸分子含有甘油骨架，甘油的1号位羟基被饱和脂酰基取代，2号位羟基被不饱和脂酰基取代，3号位羟基则被磷酸基团取代。
```
        CH
2
-OP(O)(OH)
2
   其中 R
1
- 和 R
2
- 为烃基
        |               (R
1
-CO- 和 R
2
-CO- 称为酰基链 
[
1
]
[
2
]
)
R
2
-CO-O-CH
        |
R
1
-CO-O-CH
2
```

## 产生和降解
除从头合成外磷脂酸还可通过如下三种途径产生：
- 由磷脂酰胆碱（PC）在磷脂酶D（PLD）作用下水解而得。[3]
- 由二酰甘油（DAG）在二酰甘油激酶（DAGK）作用下发生磷酸化而得。
- 由溶血磷脂酸在溶血磷脂酸酰基转移酶（LPAAT）作用下发生酰基化而得（最常见）。[4]

磷脂酸可在磷脂水解酶（LPPs）催化下被降解为二酰甘油，也可在磷脂酶A（PLA）催化下降解为溶血磷脂酸。

## 在细胞中的功能
磷脂酸在细胞中的角色主要如下：
- 作为其他脂类的合成前体。
- 借助其物理性质影响膜曲率。
- 充当信号脂类分子。[7]